# Astomella minuta
Astomella minuta är en tvåvingeart som beskrevs av Barraclough 1984. Astomella minuta ingår i släktet Astomella och familjen kulflugor. Inga underarter finns listade i Catalogue of Life.